# Twinning für den Verwaltungsaufbau
Twinning ist ein Instrument der EU-Außenhilfe zur Förderung von Kooperationen zwischen Behörden aus EU-Mitgliedsstaaten und einem Partnerland außerhalb der EU. Twinning zielt darauf ab, durch nachhaltigen Kapazitätenaufbau in Verwaltungen notwendige Reformprozesse zu unterstützen und langfristige Partnerschaften zu etablieren. Ein zentrales Ziel des Twinnings ist die Förderung von guter Regierungsführung, basierend auf Demokratie, Rechtsstaatlichkeit, Transparenz und Menschenrechten.

## Geschichte
Die Idee, den Austausch von Beamten zum Aufbau von Verwaltungen einzusetzen, entstand nach dem Zusammenbruch der DDR. Damals wurden Angestellte der westdeutschen Behörden in die Gebiete der ehemaligen DDR entsandt, um die dort weggebrochenen Strukturen neu aufzubauen. Auf deutsche Initiative hin führte schließlich die EU 1998 als Teil des Instruments für Heranführungshilfe (englisch Instrument for Pre-Accession Assistance, kurz IPA) das Twinningprogramm ein. Twinning sollte potenzielle EU-Beitrittskandidaten beim Ausbau ihrer Verwaltung unterstützen, um diese zur Umsetzung von EU-Rechtsvorschriften im Fall eines EU-Beitritts zu befähigen. So hat Twinning in über 23 Jahren maßgeblich zur EU-Erweiterung sowie zu der Annäherung der EU Nachbarstaaten an die EU beigetragen. Kroatien als jüngster EU-Mitgliedsstaat wurde beispielsweise zwischen 2003 und 2012 im Rahmen von Twinning-Projekten gefördert und ist mittlerweile seit 2013 selbst als Twinning-Partner aktiv.
Seit 2004 können auch im Rahmen der Europäischen Nachbarschaftspolitik Länder der östlichen und südlichen EU-Nachbarschaft am Twinning teilnehmen. Bis Ende 2020 stellten zuerst das Europäische Nachbarschafts- und Partnerschaftsinstrument (ENPI) und dann das Europäische Nachbarschaftsinstrument (engl. European Neighbourhood Instrument, kurz ENI) dazu die nötige Finanzierung bereit. Seit 2021 läuft die Finanzierung über das Instrument für Nachbarschaft, Entwicklungszusammenarbeit und Internationale Zusammenarbeit (NDICI). Die Generaldirektion Nachbarschaftspolitik und Erweiterungsverhandlungen (DG NEAR) koordiniert die Twinning-Projekte für die Mitgliedsstaaten und begünstigten Partnerländer.
2020 wurde Twinning erstmals für Länder der Europäischen Entwicklungszusammenarbeit geöffnet. In diesem Zusammenhang startete die Durchführung von neun Pilotprojekten, koordiniert durch die Generaldirektion Internationale Partnerschaften (DG INTPA).
Twinning und das Kurzzeitinstrument TAIEX sind, neben SIGMA, die wichtigsten EU-Instrumente für die Reform der öffentlichen Verwaltungen in Partnerländern und für Beitrittskandidaten (engl. Public Administration Reform, PAR).

## Ziele
Bei Twinning-Vorhaben in Ländern mit EU-Beitrittsperspektive liegt ein besonderer Fokus darauf, die Übernahme und Umsetzung von EU-Rechtsvorschriften (Besitzstand der EU) voranzubringen. Bei Kooperationen mit Ländern, die aus geografischen oder politischen Gründen keine Beitrittsperspektive haben, ist das Ziel Rechtsvorschriften und Qualitätsstandards an die der EU anzugleichen. In den Projekten vermitteln Experten aus dem öffentlichen Sektor praktisches Wissen. Gemeinsam mit den Mitarbeitern der begünstigten Behörde setzen sie Projekte auf den Gebieten Wirtschaft, Umwelt, Justiz und Inneres, Finanzen, Binnenmarkt, regionale Entwicklung, Arbeit und Soziales sowie Gesundheit, Verkehr und Digitalisierung um. Deutsche Behörden realisieren aktuell ressortübergreifend 12 Twinning Projekte (Stand 2021).

## Funktionen des Twinnings
- Förderung moderner und effizienter Verwaltungsstrukturen durch Reformen der öffentlichen Verwaltung
- Wissens- und Erfahrungsaustausch von Kollegen aus Partnerbehörden in der direkten EU-Nachbarschaft
- Anbahnung bilateraler Zusammenarbeit durch langfristige Verwaltungspartnerschaften
- Personalentwicklung von Experten der EU-Mitgliedsstaaten
- Unterstützung der Länder mit EU-Beitrittsperspektive bei der Heranführung und Übernahme der Rechtsakte des gemeinschaftlichen Besitzstandes (Union Acquis)
- Unterstützung der Länder der Europäischen Nachbarschaft in der Annäherung an EU-Standards

## Twinning Partnerländer
Folgende Staaten des Westbalkans, die sich um einen EU-Beitritt bewerben sowie die Türkei werden derzeit durch Twinning-Projekte in ihrem Beitrittsprozess unterstützt: Albanien, Montenegro, Nordmazedonien, Serbien. Zu den potenziellen Beitrittskandidaten, die vom Twinning profitieren, zählen ebenfalls Bosnien und Herzegowina und der Kosovo.
In der östlichen europäischen Nachbarschaftsregion sind Armenien, Aserbaidschan, Belarus, Georgien, Moldau und die Ukraine Twinning Partnerländer. Im Mittelmeerraum kooperieren Ägypten, Algerien, Israel, Jordanien, Libanon, Marokko, Tunesien und die palästinensischen Gebiete als Partnerländer im Twinning. Seit 2020 sind, im Rahmen eines Pilotprogrammes, Twinning-Projekte mit Madagaskar, der Dominikanischen Republik, Namibia, Indonesien, Kirgistan, Senegal und Sambia in Planung.

## Management

### Nationale Kontaktstellen
Die Nationalen Kontaktstellen (NCP) aller Mitgliedsstaaten sind der zentrale Ansprechpartner für die EU-Kommission, die EU-Delegationen und Partnerländer. Sie koordinieren und fördern die Beteiligung ihrer jeweiligen Mitgliedsstaaten am Twinning. So unterstützen sie die nationalen Ministerien und nachgeordneten Behörden bei der Angebotserstellung für Twinning-Projekte und begleiten im Falle einer erfolgreichen Bewerbung das Projekt bei der Umsetzung, bis hin zum Abschluss. Jeder EU-Mitgliedsstaat hat eine nationale Kontaktstelle, die Teil eines europaweiten Netzwerkes zur Anbahnung und Durchführung von Twinning-Aktivitäten ist. In Deutschland befindet sich die Nationale Kontaktstelle im Bundesministerium für Wirtschaft und Energie.

### DG NEAR
Die Generaldirektion Nachbarschaftspolitik und Erweiterungsverhandlungen stellt die für die Durchführung von Twinning-Projekten erforderlichen Gelder mithilfe einer Finanzierungsvereinbarung zur Verfügung und verwaltet die Twinning-Projekte im Rahmen von IPA, ENI Ost, und ENI Süd.

### DG INTPA
Die Generaldirektion für Internationale Partnerschaften ist für die Twinning Projekte mit den Ländern der Europäischen Entwicklungszusammenarbeit zuständig. Die Vorhaben werden nach den gleichen Regeln wie die Twinning Projekte der DG NEAR durchgeführt und sollen in Kooperation mit ihr umgesetzt werden.